# 504 km
504 km (ros. 504 км) – przystanek kolejowy w miejscowości Nowosokolniki, w rejonie nowosokolnickim, w obwodzie pskowskim, w Rosji. Położony jest na linii Moskwa - Siebież - Ryga.